# 纳施泰滕
纳施泰滕（德語：Nastätten，發音：[ˈnaʃtɛtn̩] ⓘ）是德国莱茵兰-普法尔茨州莱茵-兰县的城市，面积13.05平方千米，2023年12月31日人口为4,445人。